# Thecla assula
Thecla assula är en fjärilsart som beskrevs av Max Wilhelm Karl Draudt 1922. Thecla assula ingår i släktet Thecla och familjen juvelvingar. Inga underarter finns listade i Catalogue of Life.